# マクシミリアン・ガルデル

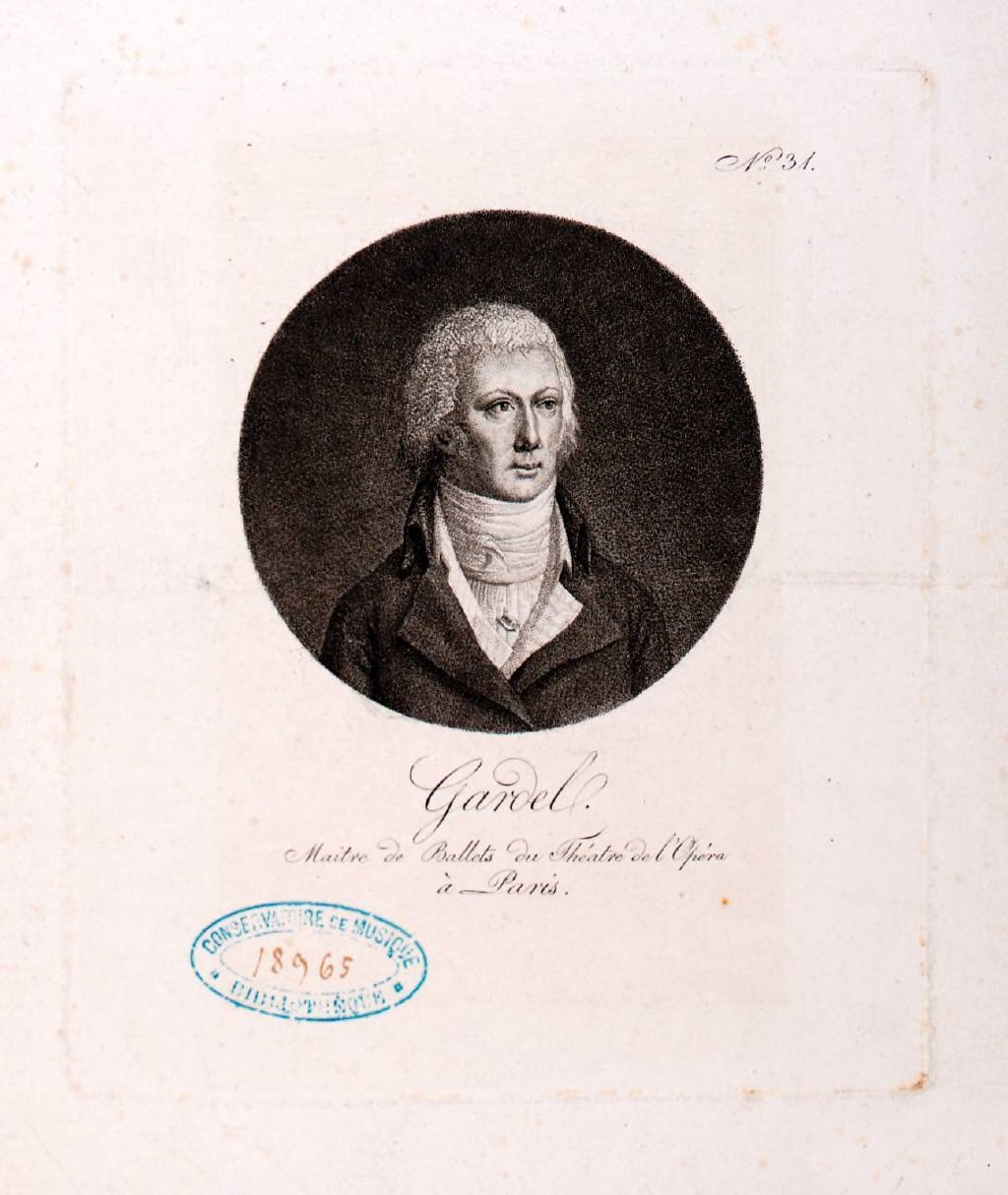
マクシミリアン・ガルデル

マクシミリアン・ガルデル（Maximilien Gardel, 1741年12月18日 - 1787年3月11日）は、フランスのバレエダンサー、振付家、バレエ指導者である。パリ・オペラ座の首席振付家（メートル・ド・バレエ）を務め、ジャン＝ジョルジュ・ノヴェールが提唱した「バレエ・ダクシオン」の理念を強く支持した。実弟のピエール・ガルデル（1758年2月4日 - 1840年10月18日）も、兄の後を継いでパリ・オペラ座の首席振付家に就任している。

## 生涯
1741年、クロード・ガルデルの息子としてドイツ・マンハイムで誕生した。父はポーランド王国の国王スタニスワフ1世レシチニスキの宮廷バレエマスターを務めていた人物で、彼もバレエの道に進んだ。1755年から、パリ・オペラ座付属の王立音楽アカデミー（Académie royale de musique）でバレエを学び、1759年、舞台に初出演し、軽妙な演技で称賛を受けた。 
5年後にソリストに昇格し、1772年にはジャン＝フィリップ・ラモーの『カストールとポリュックス』（Castor et Pollux）でガエタノ・ヴェストリスの代役としてアポロ役を演じた。この時ガルデルは、当時の慣例だった鬘と仮面をつけずに舞台に現れたが、これは当初出演予定だったヴェストリスと間違われるのを嫌ったためと推定されている。
1773年に、ジャン・ドーベルヴァルとともにパリ・オペラ座のバレエ・マスターとなった。1776年にフランス王妃マリー・アントワネットは、ヴェストリスの後任としてのパリ・オペラ座の首席振付家の地位をノヴェールに与えた。この地位についてはガルデルの就任が有力視されていたため、彼の母親は自分の息子が就任するはずだったのにノヴェールが横取りしたと、有力者たちに訴えて回ったほどであった。ガルデル自身はノヴェールが提唱した舞踊は単なるディヴェルティスマンを提供するものではなく、物語を語るためにこそ用いられるべきという「バレエ・ダクシオン」の理念に強く共鳴し、同時代のオペラ・コミックからしばしば物語を借用して作品を振り付けていた。
1781年にノヴェールの後を継いで、ドーベルヴァルと同時に首席振付家に就任した。パリ・オペラ座の歴史の中でも、同時に2人の人物が首席振付家を務めていたのはこの時期だけだった。共同で首席振付家を務めていたドーベルヴァルとの関係は良好ではなかった。1783年に2人は衝突し、ドーベルヴァルは妻で花形ダンサーだったマダム・テオドールとともにパリ・オペラ座を去って行った。
1787年、足の親指の小さな負傷がもとで壊疽を起こし、わずか1週間で急死した。パリ・オペラ座の首席振付家の地位は、兄の補佐として働いていた弟のピエールが引き継ぎ、以後33年間の長きにわたってその地位を務めることになった。

## 主な振付作品
| 年   | 作品名                                | 上演地または劇場 | 備考                               |
| ---- | ------------------------------------- | ---------------- | ---------------------------------- |
| 1777 | La Chercheuse d'esprit                | パリ・オペラ座   |                                    |
| 1777 | 宮廷のニネット（Ninette à la cour）   | パリ・オペラ座   |                                    |
| 1778 | Phaon                                 | パリ・オペラ座   |                                    |
| 1779 | ミルザとランドール（Mirza et Lindor） | パリ・オペラ座   | フランソワ＝ジョセフ・ゴセック音楽 |
| 1781 | La Fête de Mirza                      | パリ・オペラ座   |                                    |
| 1783 | La Rosière                            | パリ・オペラ座   |                                    |
| 1784 | Le L'Oracle                           | パリ・オペラ座   |                                    |
| 1785 | 最初の航海者（Le Premier Navigateur） | パリ・オペラ座   |                                    |
| 1786 | Le Pied de bœuf                       | パリ・オペラ座   |                                    |
| 1786 | Le Déserteur                          | パリ・オペラ座   |                                    |
| 1787 | 村の雄鶏（Le Coq du village）         | パリ・オペラ座   |                                    |